# Jonathan Mendelsohn, Baron Mendelsohn
Jonathan Neil Mendelsohn, Baron Mendelsohn (* 30. Dezember 1966 im Vereinigten Königreich) ist ein britischer Lobbyist und Organisator der Labour Party. 2007 wurde er zum Direktor für die allgemeinen Wahlkampfmittel der Partei ernannt.

## Leben
Mit Neal Lawson und Ben Lucas gründete Mendelsohn 1997 die politisches Lobbying betreibende Firma LLM Communications, die über gute Verbindungen zur New-Labour-Regierung des Premierministers Tony Blair verfügte. Er war auch Sprecher und Lobbyist für das Glücksspielunternehmen PartyGaming.
Mendelsohn schrieb dem umstrittenen Finanzier der Labour Party, David Abrahams, dass er einer der „stärksten Unterstützer“ Labours sei. 1998 wurden seine und Derek Drapers Aussagen auf Band festgehalten, in denen beide gegenüber dem sich als Unternehmer ausgebenden investigativen Journalisten Greg Palast prahlten, sie könnten ihren Klienten Zugang zu Ministern und Steuererleichterungen verschaffen; dieser Skandal erhielt die Bezeichnung „Lobbygate“. Draper bestritt die Beschuldigungen. In der gleichen Affäre wandte sich auch ein verdeckt arbeitender Journalist an Mendelsohn und behauptete, ein Vertreter amerikanischer Energiekonzerne zu sein, die Umweltgesetze umgehen wollten. Trotz der Beteuerung von LLM Communications, dass „wir glauben, dass es eine neue Art ‚ethischer Gewinner‘ geben werde, die beweisen wird, dass Unternehmen nicht mehr im moralischen Vakuum agierten“, empfahl Mendelsohn dem Reporter, die Konzernpläne umweltfreundlicher klingend zu formulieren, da Tony Blair sehr um ein grünes Image bemüht sei.
2007 spendete Mendelsohn finanzielle Mittel für Peter Hains Wahlkampf für den Posten des stellvertretenden Parteivorsitzenden der Labour Party.
Mendelsohn sitzt im Direktorium von Progress, einem politischen Interessensverband New Labours und ist Trustee der britischen Wohlfahrtseinrichtung des Holocaust Educational Trust sowie der im Vereinigten Königreich angesiedelten Filialen der Non-Profit-Organisation New Israel Fund. Ferner ist er der ehemalige Obmann der Parlamentariergruppe der Labour Friends of Israel, der Finchley United Synagogue und der Union of Jewish Students.
Laut dem Daily Telegraph ist Mendelsohn eng mit der jüdischen Gemeinde Nordlondons verbunden und ein guter Freund von Lord Levy, der 2006 im Zentrum einer Affäre stand, bei der Geld an politische Parteien für die Verleihung der Peerswürde geflossen sein soll.
Am 5. September 2013 wurde Mendelsohn als Life Peer mit dem Titel Baron Mendelsohn, of Finchley in the London Borough of Barnet, in den persönlichen Adelsstand erhoben und ist dadurch seither Mitglied des House of Lords.
Mendelsohn ist verheiratet und hat vier Kinder. Seine Gattin Nicola geborene Clyne, nun Lady Mendelsohn, wurde im Mai 2013 zu Facebooks Vizepräsidentin für Europa, den Nahen Osten und Afrika ernannt. Früher war sie die Vorsitzende der Werbeagentur Karmarama, stellvertretende Vorsitzende der Kommunikationsagentur Grey London und Präsidentin des Institute of Practitioners in Advertising.